# سیدهارت آناد
سیدهارت آناند (انگلیسی: Siddharth Anand؛ زادهٔ) کارگردان، نویسنده اهل هند است.
سلام سلام! اولین فیلمی است که او کارگردانی کرده است.